# Hausfledermäuse
Die Hausfledermäuse (Scotophilus) sind eine Gattung von Fledermäusen aus der Familie Glattnasen (Vespertilionoidea). Die Arten leben in Afrika und Asien.

## Merkmale
Die Vertreter der Gattung sind durch einen stämmigen Körperbau sowie kräftige Kiefer und Zähne gekennzeichnet. Sie erreichen eine Kopf-Rumpf-Länge von 60 bis 117 mm sowie eine Schwanzlänge von 40 bis 65 mm. Das Gewicht liegt meist zwischen 15 und 22 g. Eine Ausnahme bildet die Riesen-Hausfledermaus (Scotophilus nigrita), die mit einem Gewicht von etwa 89 g deutlich schwerer ist. Die Arten haben 42 bis 89 mm lange Unterarme. Bei den Scotophilus-Arten kommen verschiedene Fellfarben vor, die auch zwischen den Populationen einer Art variieren können. Am häufigsten sind gelbbraune Farbtöne auf der Oberseite, während die Unterseite meist bleicher bis weißlich ist. Bei der Kleinen Asiatischen Hausfledermaus (Scotophilus kuhlii) wurden jahreszeitliche Wechsel der Fellfarbe registriert.

## Lebensweise
Der Lebensraum ist abhängig von Art und Population. Einige Vertreter halten sich vorwiegend in Wäldern auf, wogegen andere Savannen bevorzugen. Viele Arten haben sich als Kulturfolger an urbanisierte Landschaften angepasst.
Als Ruheplatz werden häufig Hausdächer gewählt, unter denen hohe Temperaturen entstehen können. Weiterhin nutzen diese Fledermäuse Baumhöhlen oder ausgehöhlte Stiele großer Palmenblätter als Unterschlupf. Individuen von Scotophilus kuhlii wurden 1989 in zeltartigen Konstruktionen aus Blättern beobachtet. Diese Behausungen sind eher für die südamerikanische Gattung Uroderma (Fruchtvampire) typisch. Afrikanische Arten übernehmen gelegentlich verlassene Nester von Spechten.
Mit der Dämmerung beginnen die Fledermäuse ihre Jagd auf Insekten wie Käfer, Nachtfalter oder Termiten.
Meist bilden sich am Ruheplatz Gruppen mit weniger als 20 Mitgliedern. Gelegentlich kommen Kolonien mit etwa hundert Individuen vor. Für Scotophilus kuhlii sind Wochenstuben mit mehreren hundert Weibchen bekannt, in denen die Jungtiere aufgezogen werden. Allgemein werden nicht mehr als zwei Jungtiere pro Wurf geboren.

## Arten
Folgende Arten zählen zur Gattung Scotophilus. Von diesen wurden mehrere in den 2000er Jahren neu beschrieben oder von anderen Arten als eigenständiges Taxon getrennt.
- Scotophilus borbonicus, auf Réunion.
- Sulawesi-Hausfledermaus (Scotophilus celebensis), auf Sulawesi.
- Sody-Hausfledermaus (Scotophilus collinus), auf mehreren Inseln Südostasiens.
- Gelbbäuchige Hausfledermaus (Scotophilus dinganii), Afrika südlich der Sahara.
- Große Asiatische Hausfledermaus (Scotophilus heathi), südliches asiatisches Festland sowie Sri Lanka und Hainan.
- Kleine Asiatische Hausfledermaus (Scotophilus kuhlii), südliches Asien sowie südostasiatische Inseln.
- Weißbäuchige Hausfledermaus (Scotophilus leucogaster), Sahelzone in Afrika, sowie vereinzelte Populationen weiter südlich.
- Marovaza-Hausfledermaus (Scotophilus marovaza), West-Madagaskar.
- Riesen-Hausfledermaus (Scotophilus nigrita), West- und Ostafrika.
- Robbins-Hausfledermaus (Scotophilus nucella), Ghana, Elfenbeinküste.
- Nussfarbene Hausfledermaus (Scotophilus nux), West- und Zentralafrika.
- Robuste Hausfledermaus (Scotophilus robustus), Madagaskar.
- Westliche Hausfledermaus (Scotophilus tandrefana), West-Madagaskar.
- Südliche Grünliche Hausfledermaus (Scotophilus viridis), Sahelzone und Ostafrika.